# فترة الترقب (حرب 1967)

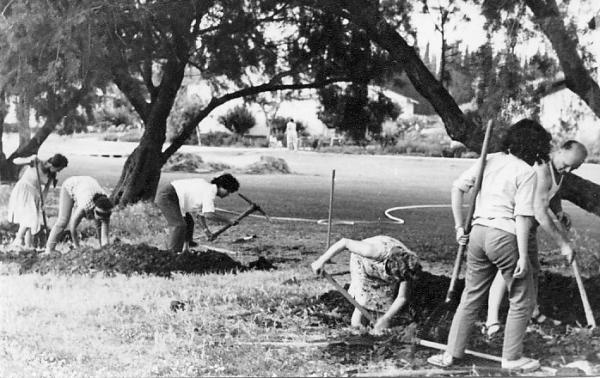
حفر خنادق في كيبوتس غان شموئيل (Gan Shmuel) قبل حرب الأيام الستة

فترة الترقب ((بالعبرية: תקופת ההמתנה‏)، تكوفات ههامتنا) كانت فترة زمنية من 3 أسابيع في تاريخ دولة إسرائيل من 15 مايو إلى 5 يونيو 1967 بين عبور المصريين لقناة السويس إلى شبه جزيرة سيناء واندلاع حرب الأيام الستة.

## التحركات العسكرية المبكرة
في 17 مايو، طلب جمال عبد الناصر من قوة الطوارئ التابعة للأمم المتحدة المكونة من 4000 شخص في سيناء وفي قطاع غزة الانسحاب. وعلى الرغم من جهود أبا إيبان، قامت الأمم المتحدة بالفعل بإجلاء قواتها بعد بضعة أيام. ومع ذلك، اعتقد المعلقون العسكريون والمسؤولون السياسيون الإسرائيليون أن مصر لن تفتح جبهة ضد إسرائيل، وذلك بسبب مشاركتها في الحرب الأهلية في شمال اليمن.
ومع ذلك، عندما أعلن عبد الناصر أن قواته باتت تنسحب من اليمن وفي طريقها لسيناء، قامت إسرائيل بتجنيد كل رجل لائق بدنيًا وهو الأمر الذي أدى إلى شلل اقتصادي. ولم تُلمس وجود حالات طوارئ على الحدود الأردنية. وظل السياح يعبرون بوابة ماندلباوم، على الرغم من التقارير التي كانت تفيد بتحرك قوات الفيلق الأردني من عمان باتجاه الضفة الغربية.
وفي الوقت نفسه، انتقلت القوات المصرية إلى شرم الشيخ وأغلقت مضيق تيران أمام مرور السفن الإسرائيلية، وكذلك المواد الإستراتيجية المرسلة إلى إسرائيل عن طريق السفن غير الإسرائيلية. واعتبرت إسرائيل هذا الموقف سببًا للحرب. وحظي تحرك عبد الناصر بتأييد موسكو، في حين أن الولايات المتحدة حذرت كلاً من إسرائيل ومصر بعدم القيام بأي عمل عسكري. وفي خطابه أمام الكنيست، حاول رئيس الوزراء الإسرائيلي ليفي إشكول تهدئة الموقف بطمأنة الدول العربية أن إسرائيل لا تسعى إلى حرب. ومع ذلك، واصلت إسرائيل استعدادها للحرب.
وقال الباحث الإسرائيلي أفنير كوهين إن هذه الفترة كانت أيضًا في غاية الأهمية لسياسة البرنامج النووي الإسرائيلي، وأن القلق دفع إسرائيل نحو «الاستعداد التشغيلي» لخيارها النووي.

## التحركات السياسية
كانت الدعوات تتزايد في القدس لتشكيل حكومة وحدة وطنية، مع دعوة الحزب الديني القومي لتشكيل حكومة طوارئ. والتقى المتنافسون القدامى ديفيد بن غوريون ومناحيم بيغن في سدي بوكير، حيث طلب بيغن من بن غوريون الانضمام لحكومة إشكول. وعلى الرغم من أن حزب مباي الذي ينتسب إليه إشكول عارض في البداية توسيع حكومته، إلا أنه غير رأيه في نهاية المطاف.
وفي 23 مايو، التقى رئيس الأركان العامة إسحاق رابين بن غوريون لطلب الطمأنينة. ومع ذلك، اتهمه بن غوريون بتعريض البلاد لأخطار محدقة من خلال تعبئة الجنود الاحتياط والاستعداد المعلن للحرب ضد تحالف من الدول العربية، قائلاً إنه كان على الأقل يتعين على رابين الحصول على دعم قوة أجنبية كما هو نفسه فعل أثناء العدوان الثلاثي على مصر قبل 11 عامًا. وصُدم رابين من الاجتماع ولزم فراشه لمدة 36 ساعة فيما أصبح يُعرف باسم حادث «تسمم النيكوتين». وتوجه رابين إلى عيزر وايزمان وطلب منه أن يحل محله كرئيس للأركان. إلا أن وايزمان رفض قائلاً إن ذلك من شأنه أن يكون ضربة قاسية للجيش الإسرائيلي.
وفي الوقت نفسه، ذهب إيبان إلى الولايات المتحدة واجتمع ثلاث مرات مع وزير الخارجية دين راسك. ومع ذلك، أعلنت واشنطن أنها سوف تتدخل لصالح إسرائيل فقط في حالة انضمام الاتحاد السوفيتي للمعركة. وطلب رئيس الولايات المتحدة ليندون جونسون من إسرائيل عدم بدء عمل عسكري، واعدًا بتزويد إسرائيل بالنفط.

## حكومة الوحدة الوطنية
في مساء يوم 28 مايو، وجه إشكول خطابًا إذاعيًا إلى الأمة. وأثناء الإعداد للخطاب، تمت صياغة العديد من النسخ بعد مراجعتها من قِبل إشكول. وعندما وصل إلى الفقرة التي تم إجراء تصحيح عليها وتم تغيير عبارة "سحب القوات" إلى تحريك القوات" بدأ إشكول في التردد، غير مدرك لحدوث تغيير على العبارة. واستمعت البلاد بأسرها إلى تلعثمه أمام الميكرفون. وعُرف هذا الخطاب باسم "خطاب التلعثم".
في 29 مايو، كتبت صحيفة هآرتس في افتتاحيتها أن «السيد إشكول ليس مؤهلاً ليكون رئيس الوزراء ووزير الأمن في ظل الوضع الراهن». وتحدث إشكول في الكنيست وحاول تهدئة الرأي العام بأنه «من المنطقي أن نتوقع أن الدول التي تدعم مبدأ حرية الإبحار، سوف تنسق وتتخذ إجراءً فعالاً من أجل ضمان استمرار فتح المضيق والخليج أمام مرور سفن جميع الدول دون تمييز». ومع ذلك استمرت الضغوط الداخلية. في 1 يونيو، سلم إشكول حقيبة الأمن إلى موشيه ديان. وانضم ممثلو حزب جاهال مناحيم بيغن ويوسف سابير للحكومة وتم تعيينهما وزراء بلا حقيبة. وكانت أول حكومة وحدة وطنية يتم تشكيلها في إسرائيل، والتي كانت تُسمى في هذا الوقت Memshelet Likud Leumi. في الوقت ذاته، بدأ الناس في تل أبيب والقدس في حفر خنادق وملء أكياس الرمل.
في 2 يونيو، دعا إشكول لانعقاد مجلس الوزراء جنبًا إلى جنب مع هيئة الأركان العامة للجيش الإسرائيلي في مقر المجلس بتل أبيب. وعارض شن هجمات زلمان أران من حزب مابي وحاييم موشيه شابيرا من الحزب الديني القومي الذي قال «أنا على استعداد للقتال وليس للحرب». وحاول الميجور جنرال (اللواء) موتي هود إقناعهم بأن هجوم سلاح الجو الإسرائيلي أمرًا مهمًا. وتساءل موشيه بيليد عن السبب وراء انتظار إسرائيل، في حين قال الميجور جنرال أرييل شارون «إن قوات الجيش الإسرائيلي هي أكثر استعدادًا مما كانت عليه في أي وقت مضى» لكي «تدمر القوات المصرية تمامًا». وظل إشكول غير مقتنع.
وفي 4 يونيو، قرر مجلس الوزراء في جلسته التي قادها آنذاك موشيه دايان بدء الحرب. وفي 5 يونيو، الساعة 7:45 صباحًا، اندلعت حرب الأيام الستة.